# Route nationale 365
Pour les articles homonymes, voir Route 365.
La route nationale 365 ou RN 365 était une route nationale française reliant le Nouvion-en-Thiérache à Étrœungt. À la suite de la réforme de 1972, elle a été déclassée en RD 965.
Ultérieurement, une route reliant Quimper à la RN 165, près de Saint-Yvi a été classée RN 365. Le décret du 5 décembre 2005 a entraîné son transfert au département du Finistère sous le nom de RD 365. Cet axe fait partie de la périphérie routière de Quimper.

## Ancien tracé du Nouvion-en-Thiérache à Étrœungt (D 965)
- Le Nouvion-en-Thiérache
- Fontenelle
- Floyon
- Étrœungt

## De Quimper à la RN 165 (D 365) (Avenue du Morbihan)
- Carrefour giratoire entre N165, D765 et D365  Échangeur entre RN 165 et D365 : 
  - D765 : Rosporden, Saint-Yvi, Saint-Évarzec, ZA Troyalac'h
  -  N165 : Brest, Morlaix, Saint-Brieuc, Quimper-Nord, Ergué-Gabéric
  - D365 : Nantes, Quimper-Centre, Pont-l'Abbé, Bénodet, Fouesnant, Aéroport, Aire de Covoiturage
- sur 350 m.   Portion courte, entre 2 giratoires.
- Carrefour giratoire entre N165, Route de Rosporden et Rue Marcel Paul Rond-point Gutemberg : 
  - D365 : Toutes Directions,  Nantes (Vers N165), Concarneau, Rosporden, Saint-Yvi, Saint-Évarzec, ZA Troyalac'h
  - Rue Marcel Paul : ZI Kerdroniou
  - Route de Rosporden : ZA Guélen, Aire de Covoiturage, Quimper-Centre (Véhicules Lents)
  - D365 (Rocade de Quimper) : Quimper-Centre, Pont-l'Abbé, Douarnenez, Audierne, Bénodet, Aéroport, Hôpital, ZI Guélen, ZI Kerdroniou
- sur 4,5 km.
- C55 : ZI Guélen, ZI Kerdroniou
- Avant réduction à 1 voie.
- Avant giratoire.
- Carrefour giratoire entre D365 et D783A : Rond-point de Troyalac'h :
  - D365 : Toutes Directions, Concarneau, Rosporden, ZI Guélen, ZI Kerdroniou
  - Zone du Petit-Guélen
  - D783A : Quimper-Nord, Ergué Armel, ZI Ti Douar, Parc des Expositions
  - D783A : Audierne, Douarnenez, Pont-l'Abbé, Bénodet, Fouesnant, Quimper-Centre, Quimper-Sud, Quimper-Ouest, ZA Créac'h Gwen, Aéroport
- sur 850 m.
- Carrefour giratoire entre D34 et D783A Rond-Point de Kerustum : 
  - D783A : Toutes Directions, Concarneau, Quimper-Nord, Ergué Armel, Parc des Expositions
  - D34 : Bénodet, Fouesnant, ZA Moulin des Landes, Chambre de Commerce et de l'Industrie, Pôle Universitaire P. Jakez Hélias, Zone de Loisirs, Centre Commercial Kerogan, Aéroport
  - Rue de l'Université : Le Braden, Centre Hospitalier de Cornouaille, Polyclinique Quimper-Sud, IUT, Lycée Sainte-Thérèse, Lycée Yves Thépot
  - D34 : Audierne, Douarnenez, Pont-l'Abbé, Quimper-Centre, Quimper-Ouest, ZA Créac'h Gwen, Centre Commercial Kerdrezec
- sur 2 km.
- : ZA Créac'h Gwen, Lanniron, Prat Maria
- (sens N165 - Quimper) : Centre Commercial Kerdrezec
- D785 : Audierne, Douarnenez, Pont-l'Abbé, Penhars, Centre Commercial Kerdrezec, Camping Municipal, Aéroport
- Entrée dans agglomération de Quimper.
- Fin de la D365, vers Centre-Ville, Centre hospitalier Cornouaille.